# Chery Exeed LX

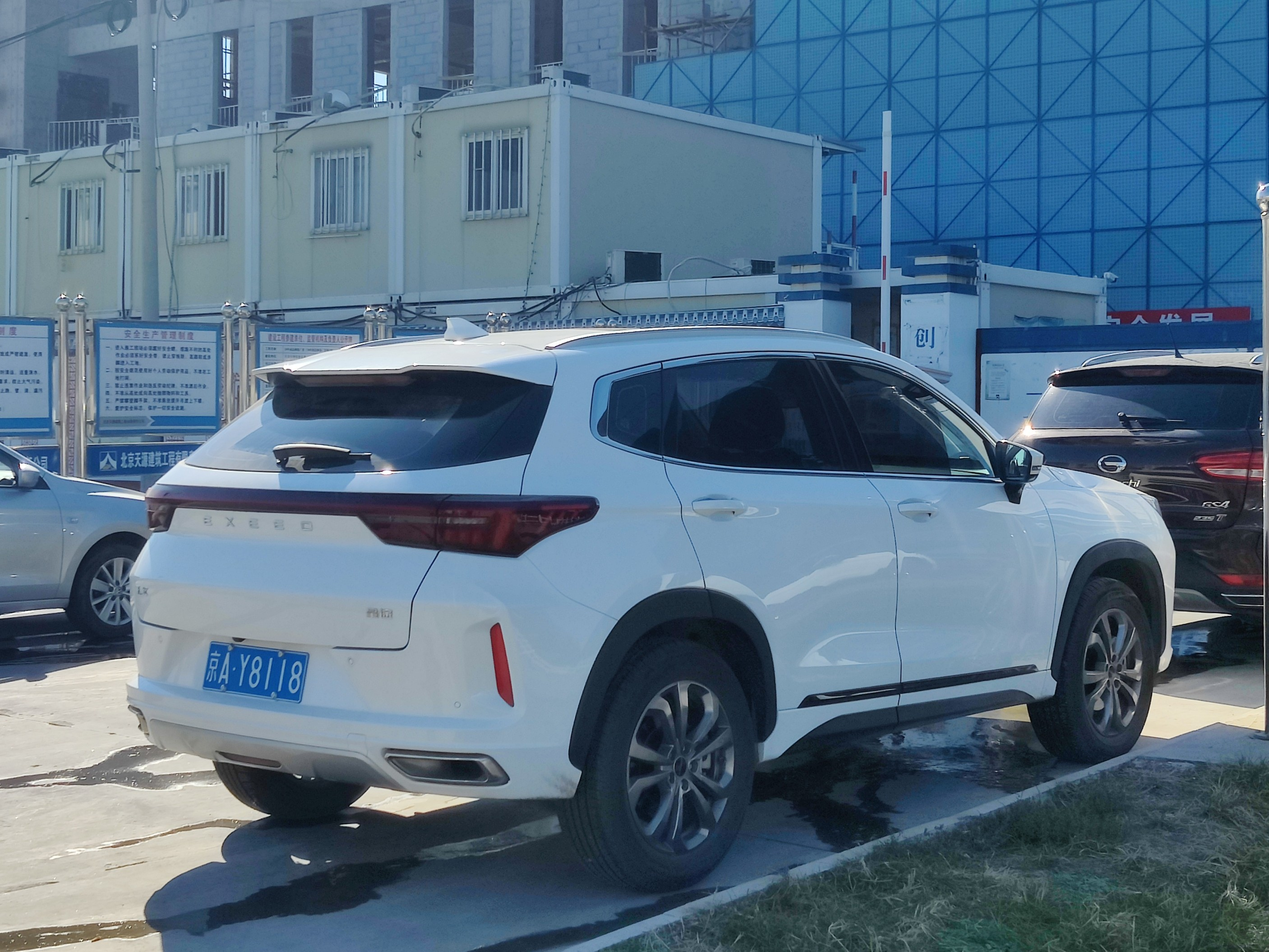
Heckansicht

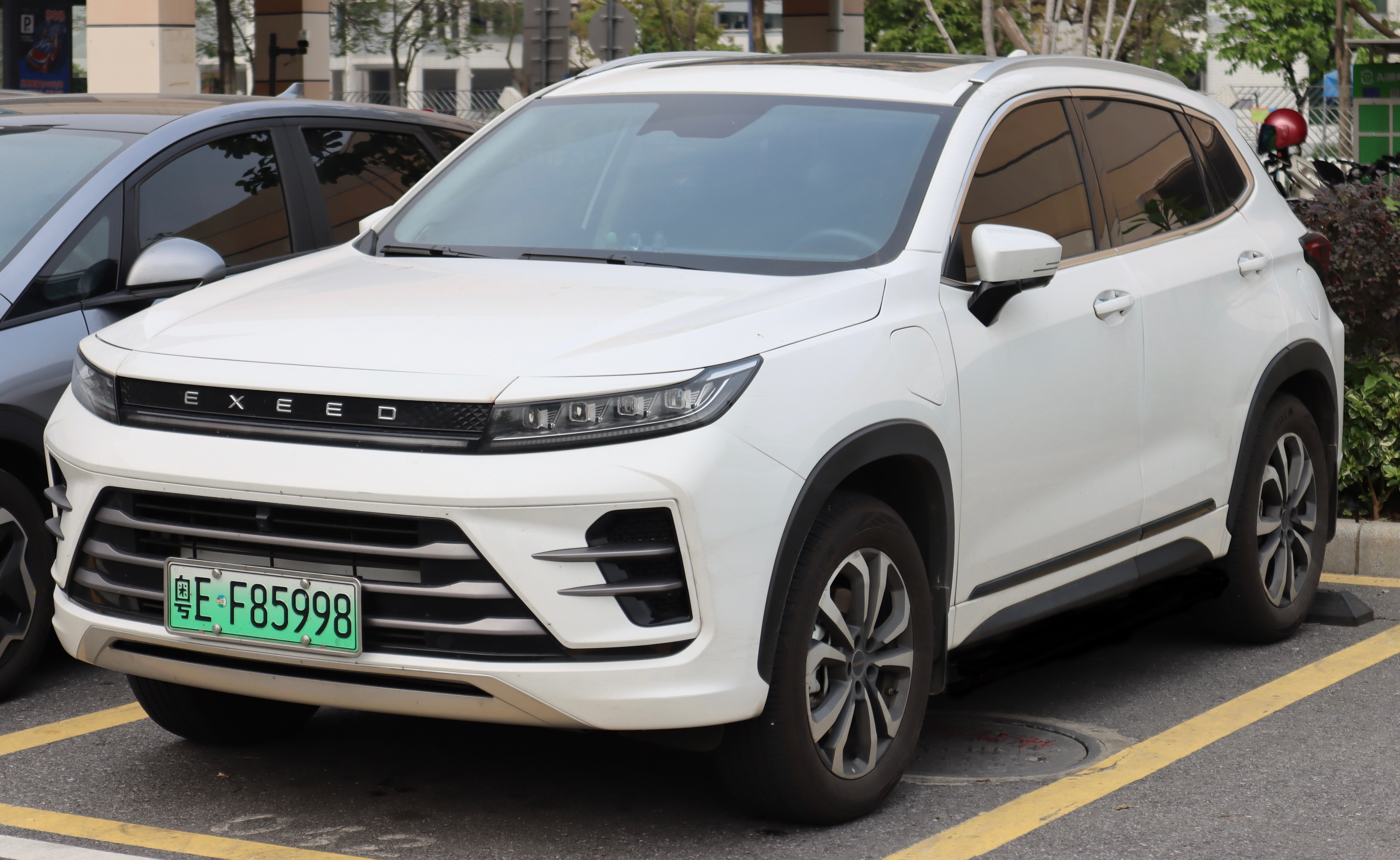
Chery Exeed LX ET-i (2022–2023)

Der Chery Exeed LX ist ein SUV des chinesischen Automobilherstellers Chery Automobile, der unter der Marke Chery und der Submarke Exeed vertrieben wird. Der LX ist unterhalb des ebenfalls 2019 eingeführten Chery Exeed TX positioniert.

## Geschichte
Auf dem chinesischen Markt wurde das SUV im Oktober 2019 eingeführt. Es basiert auf dem Chery Tiggo 7. Seit März 2022 wird der Chery Exeed LX auch auf dem russischen Markt angeboten. Eine überarbeitete Version der Baureihe wurde im April 2023 präsentiert. Optisch ähnelt das Fahrzeug dem auf der Shanghai Motor Show 2017 vorgestellten Chery Tiggo Coupé Concept.

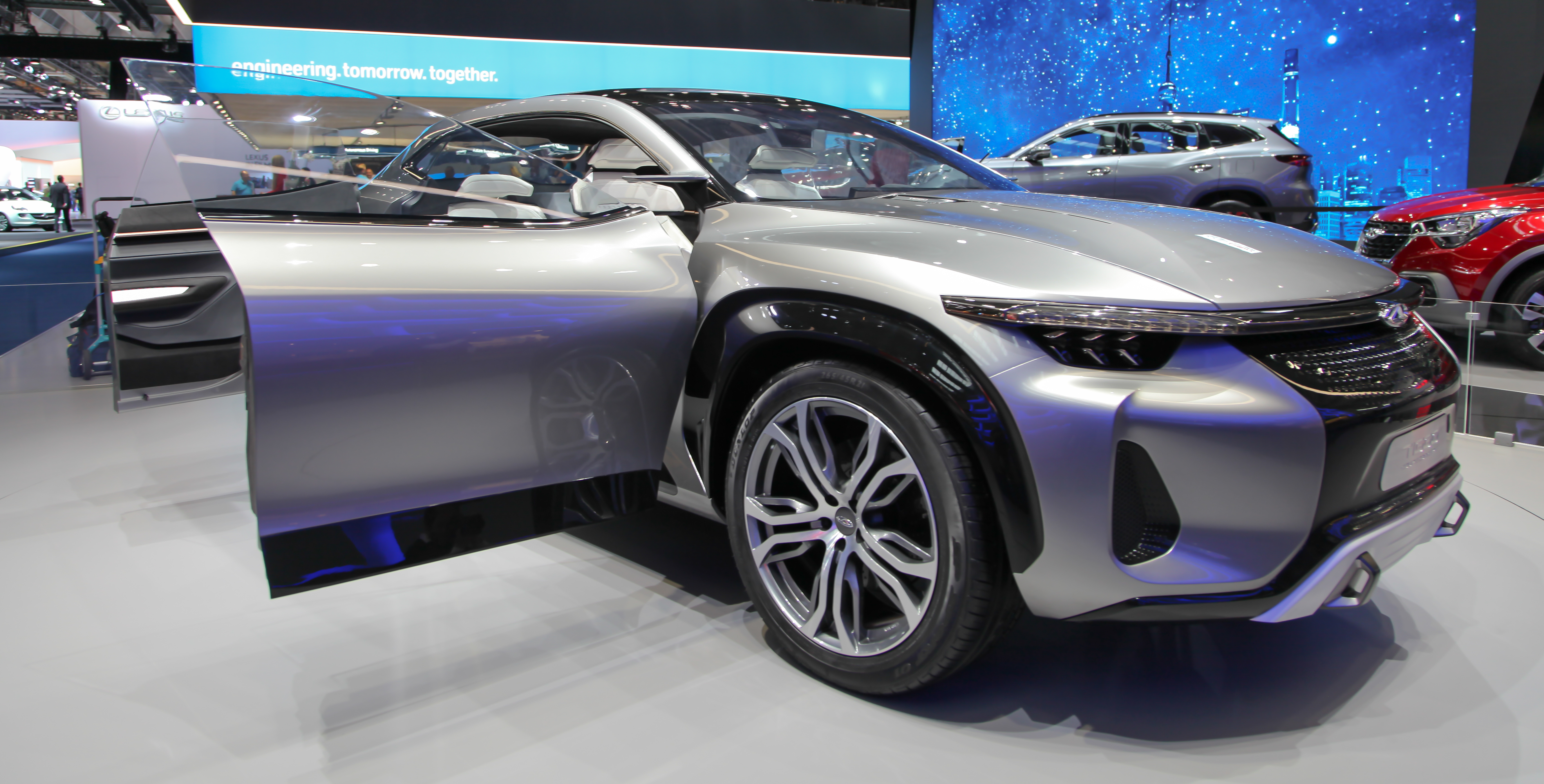
Chery Tiggo Coupé Concept auf der IAA 2017
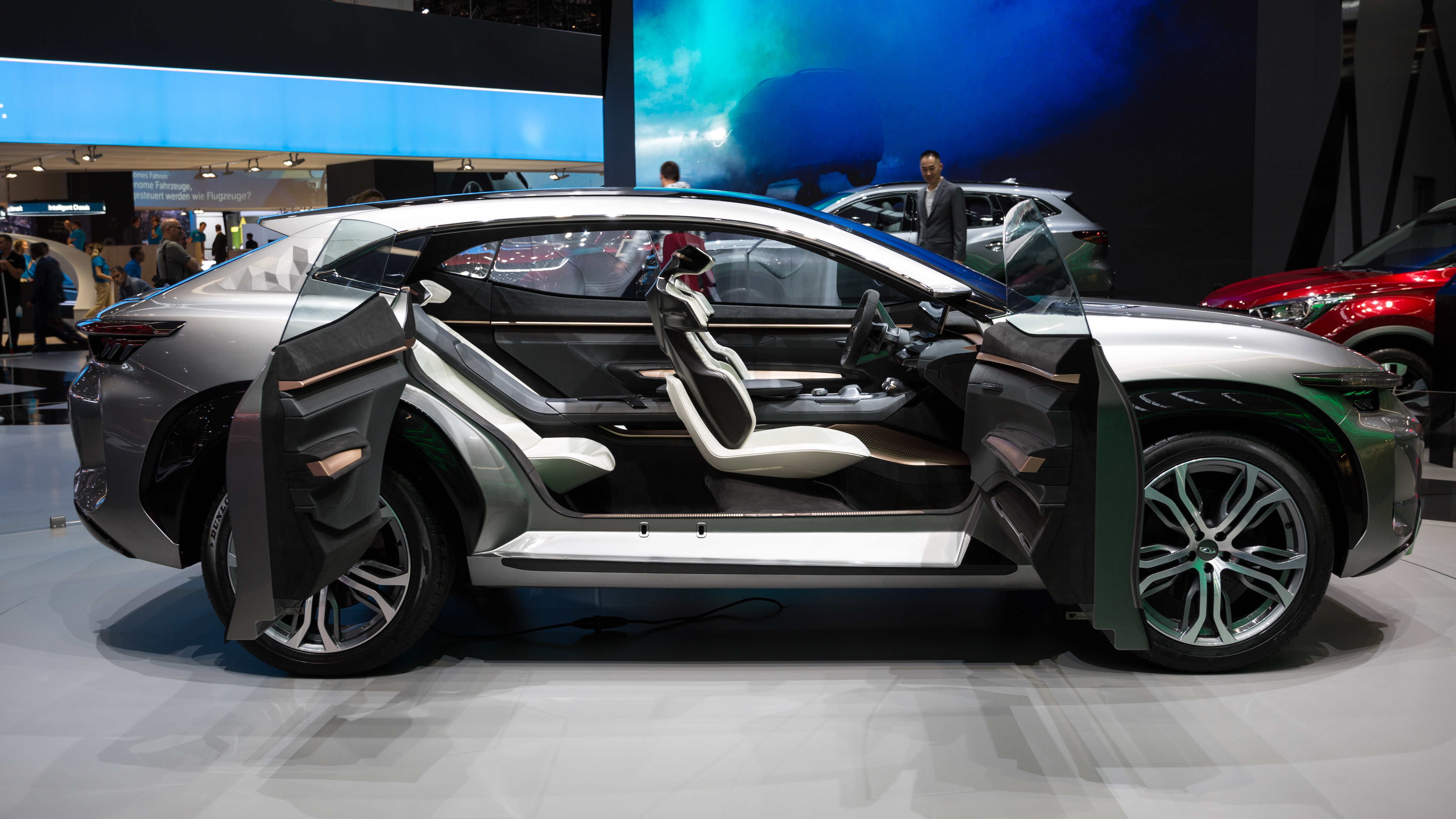
Seitenansicht
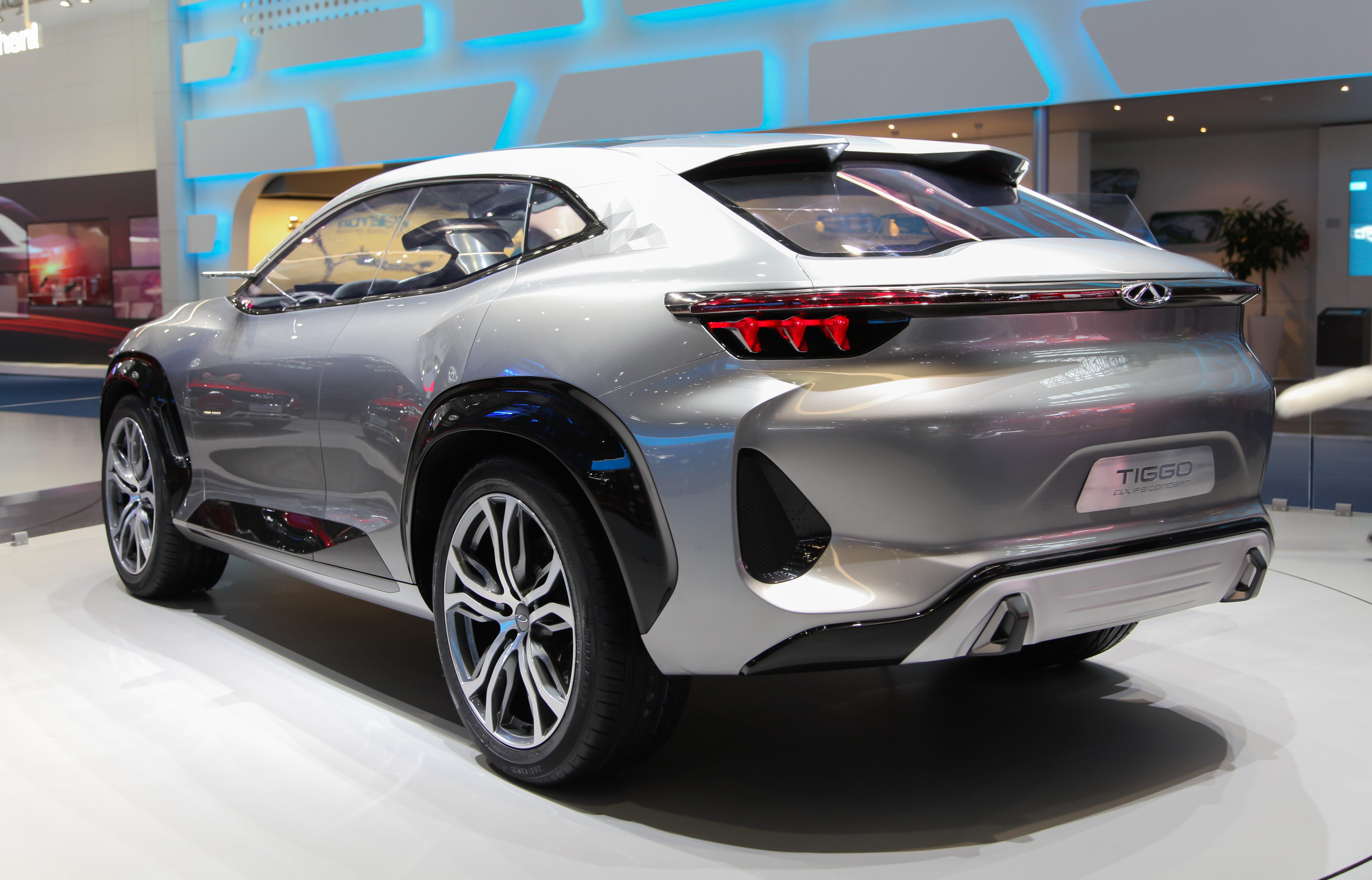
Heckansicht

## Technische Daten
Angetrieben wird der LX vom aus dem TX bekannten 145 kW (197 PS) starken 1,6-Liter-Ottomotor. Das Fahrzeug ist nur mit Vorderradantrieb und einem 7-Stufen-Doppelkupplungsgetriebe erhältlich. Es stehen vier Ausstattungsvarianten zur Auswahl. Im Juli 2020 ergänzte ein 1,5-Liter-Ottomotor mit 115 kW (156 PS), im Januar 2022 ein Plug-in-Hybrid mit einer Systemleistung von 240 kW (326 PS) und im Oktober 2022 ein 2,0-Liter-Ottomotor mit 192 kW (261 PS) die Antriebspalette. In Russland stand zunächst nur der 1,5-Liter-Ottomotor mit 108 kW (147 PS) zur Verfügung. Im Dezember 2022 folgte dann der 1,6-Liter-Benziner mit Allradantrieb.
|                                             | 1.5 T                  | 1.5 T                      | 1.6 T                  | 1.6 T                            | 1.6 T                            | 2.0 T                            | ET-i                        |
| ------------------------------------------- | ---------------------- | -------------------------- | ---------------------- | -------------------------------- | -------------------------------- | -------------------------------- | --------------------------- |
| Bauzeitraum                                 | seit 03/2022           | seit 07/2020               | 12/2022–05/2024        | seit 05/2024                     | seit 10/2019                     | seit 10/2022                     | seit 01/2022                |
| Markt                                       | Russland               | China                      | Russland               | Russland                         | China                            | China                            | China                       |
| Motorkenndaten                              |                        |                            |                        |                                  |                                  |                                  |                             |
| Motortyp                                    | R4-Ottomotor           | R4-Ottomotor               | R4-Ottomotor           | R4-Ottomotor                     | R4-Ottomotor                     | R4-Ottomotor                     | R4-Ottomotor + Elektromotor |
| Motoraufladung                              | Turbolader             | Turbolader                 | Turbolader             | Turbolader                       | Turbolader                       | Turbolader                       | Turbolader                  |
| Hubraum                                     | 1498 cm³               | 1498 cm³                   | 1598 cm³               | 1598 cm³                         | 1598 cm³                         | 1998 cm³                         | 1498 cm³                    |
| max. Leistung Verbrennungsmotor bei min−1   | 108 kW (147 PS) / 5500 | 115 kW (156 PS)            | 110 kW (150 PS) / 5500 | 110 kW (150 PS) / 5500           | 145 kW (197 PS) / 5500           | 192 kW (261 PS)                  | 115 kW (156 PS) / 5500      |
| max. Leistung Elektromotor                  | —                      | —                          | —                      | —                                | —                                | —                                | 125 kW (170 PS)             |
| max. Systemleistung                         | —                      | —                          | —                      | —                                | —                                | —                                | 240 kW (326 PS)             |
| max. Drehmoment Verbrennungsmotor bei min−1 | 210 Nm / 1750–4000     | 230 Nm                     | 275 Nm / 2000–4000     | 275 Nm / 2000–3800               | 290 Nm / 2000–4000               | 400 Nm                           | 230 Nm / 1750–4000          |
| max. Drehmoment Elektromotor                | —                      | —                          | —                      | —                                | —                                | —                                | 315 Nm                      |
| max. Systemdrehmoment                       | —                      | —                          | —                      | —                                | —                                | —                                | 510 Nm                      |
| Kraftübertragung                            |                        |                            |                        |                                  |                                  |                                  |                             |
| Antrieb, serienmäßig                        | Vorderradantrieb       | Vorderradantrieb           | Allradantrieb          | Vorderradantrieb                 | Vorderradantrieb                 | Vorderradantrieb                 | Allradantrieb               |
| Antrieb, optional                           | —                      | —                          | —                      | (Allradantrieb)                  | —                                | —                                | —                           |
| Getriebe, serienmäßig                       | Stufenloses Getriebe   | 9-Stufen-Automatikgetriebe | Stufenloses Getriebe   | 7-Stufen-Doppelkupplungsgetriebe | 7-Stufen-Doppelkupplungsgetriebe | 7-Stufen-Doppelkupplungsgetriebe | 3-Stufen-Hybridgetriebe     |
| Messwerte                                   |                        |                            |                        |                                  |                                  |                                  |                             |
| Höchstgeschwindigkeit                       | 185 km/h               | 186 km/h                   | 205 km/h               | 191 km/h (205 km/h)              | 200 km/h                         | 200 km/h                         | 180 km/h                    |
| Beschleunigung, 0–100 km/h                  | 10,5 s                 | 9,7 s                      | 10,2 s                 | 10,3 s (11,2 s)                  | 8,8 s                            | k. A.                            | 7,0 s                       |
| Kraftstoffverbrauch auf 100 km, kombiniert  | 8,0 l Super            | 6,9 l Super                | 8,1 l Super            | 7,3 l Super (7,7 l Super)        | 6,9 l Super                      | 7,7 l Super                      | 1,0 l Super                 |
| Tankinhalt                                  | 51 l                   | 51 l                       | 57 l                   | 51 l (57 l)                      | 51 l                             | 51 l                             | 60 l                        |
| Batteriekapazität                           | —                      | —                          | —                      | —                                | —                                | —                                | 19,27 kWh                   |
| elektrische Reichweite nach WLTP            | —                      | —                          | —                      | —                                | —                                | —                                | 105 km                      |